# Empresa de pequeno porte
Uma empresa de pequeno porte (EPP) é uma pessoa jurídica com receita bruta anual entre 360 mil e 4,8 milhões de reais conforme a Lei Complementar nº 123 de 2006.

## Origem
O art. 179 da CF dispõe que “a União, os Estados, o Distrito Federal e os Municípios dispensarão às microempresas e às empresas de pequeno porte, assim definidas em lei, tratamento jurídico diferenciado, visando a incentivá-las pela simplificação de suas obrigações administrativas, tributárias, previdenciárias e creditícias, ou pela eliminação ou redução destas por meio de lei”.
Tal tratamento diferenciado decorre da menor capacidade econômica dessas empresas, o que faz com que sejam necessários incentivos Estatais para que possam competir no mercado.
Assim, para atender à disposição constitucional, foi criada em 2006 foi a Lei complementar nº 123, que foi modificada pela LC nº 139/11 e, depois, pela LC nº 147/14. Essa norma é conhecida como Estatuto Nacional da Microempresa e Empresa de Pequeno Porte.

## Características Gerais
Atualmente, para enquadrar-se como empresa de pequeno porte (EPP), é necessário que o empresário ou pessoa jurídica tenha receita bruta superior à da microempresa, que é de 360.000,00, e igual ou inferior a R$ 4.800.000,00 (quatro milhões e oitocentos mil reais), em cada anocalendário.
Considera-se receita bruta, ou faturamento, o produto da venda de bens e serviços nas operações de conta própria, o preço dos serviços prestados e o resultado nas operações em conta alheia, não incluídas as vendas canceladas e os descontos incondicionais concedidos. 
Em outras palavras, é toda a receita da empresa, seja derivada das operações habituais, seja de transação eventual. Estão incluídas as receitas de vendas de mercadorias, de vendas de máquinas ou aparelhos do ativo permanente, e, também, ganhos de investimento de qualquer espécie. 
Atendido o requisito para enquadramento na categoria de empresa de pequeno porte, e não estando incluída em nenhuma das situações do rol do § 4º do artigo 3º do Estatuto, a pessoa jurídica ou empresário deve comunicar tal situação à Junta Comercial, para fim de registro.
O processo de abertura, registro, alteração e baixa da ME e EPP, bem como qualquer exigência para o início de seu funcionamento, deverão ter trâmite especial e simplificado, preferencialmente eletrônico, opcional para o empreendedor.
Os empresários individuais, as EIRELIS ou as sociedades empresárias ou simples que atenderem aos limites legais deverão acrescer ao seu nome empresarial as expressões "Microempresa" ou "Empresa de Pequeno Porte", ou as abreviaturas ME ou, sendo facultativa a inclusão do objeto da sociedade.
O artigo 9º do Estatuto prevê que o registro dos atos constitutivos, de suas alterações e extinções (baixas), referentes a empresários e pessoas jurídicas em qualquer órgão dos 3 (três)  âmbitos de governo ocorrerá independentemente da regularidade de obrigações tributárias, previdenciárias ou trabalhistas, principais ou acessórias, do empresário, da sociedade, dos sócios, dos administradores ou de empresas de que participem, sem prejuízo das responsabilidades do empresário, dos titulares, dos sócios ou dos administradores por tais obrigações, apuradas antes ou após o ato de extinção. 
Assim, a regularização desse tipo de atividade é mais facilitada se comparada às demais.

## Enquadramento no Simples Nacional
Além do tratamento favorecido no aspecto das formalidades, outro benefício que a Empresa de Pequeno Porte recebe, assim como as Microempresas, é a possibilidade de optar pelo enquadramento no Simples Nacional.
O Simples Nacional, ou Regime Unificado de Arrecadação de Tributos e Contribuições devidos pelas ME e EPP, é um regime tributário que possui a grande vantagem de efetuar o pagamento unificado do IRPJ, PIS/PASEB, Confins, IPI, CSLL, CSS, IOF, ICMS e ISS.
Dessa forma, o pagamento é feito mediante um único recolhimento mensal, proporcional ao seu faturamento.
No entanto, o enquadramento irregular no Simples acarreta o cancelamento do registro da empresa e torna obrigatório o recolhimento de todos os tributos encargos decorrentes da nova situação. Além disso, o titular, os sócios ou os administradores da ME ou EPP, juntamente com as demais pessoas que para ela concorrerem, estarão sujeitos às penalidades previstas na legislação criminal e tributária.
As microempresas e empresas de pequeno porte optantes pelo Simples Nacional estão dispensadas de manter escrituração mercantil, mas devem emitir nota fiscal e conservar em boa guarda os documentos relativos à sua atividade (Estatuto, art. 27). As não optantes devem manter a escrituração de um livro específico, chamado Livro-Caixa (art. 26, § 2º).
As microempresas e as empresas de pequeno porte optantes pelo Simples Nacional poderão operar nos mercados nacional e internacional por meio de Sociedade de Propósito Específico (SPE).
As Sociedades de Propósito Específico de EPP têm o objetivo de aumentar a competitividade de suas sócias, por meio da união de esforços para compras, revenda e promoção tanto no mercado interno quanto no externo. Trata-se de uma forma de viabilizar as Centrais de Compra, as Centrais de Venda e o Marketing Coletivo para os pequenos negócios, exercendo atividade de comércio (compra e venda de bens) e a sua respectiva promoção.
Em todos os casos, a principal finalidade da SPE deverá ser sempre a colaboração para consecução de objetivos comuns e específicos.
Para não perder o foco de beneficiar as ME e EPP, o artigo 56 Do Estatuto apresenta explicitamente várias particularidades e vedações às SPE. Trata-se de uma forma de diferenciação das demais SPE, geralmente constituídas por empresas maiores.
A inobservância das proibições legais poderá, conforme o caso, acarretar a responsabilidade solidária das microempresas ou empresas de pequeno porte que a integram.

## Outras vantagens
As ME e EPP poderão apresentar plano especial de recuperação judicial, desde que afirmem sua intenção de fazê-lo (arts. 70,  § 1o da Lei de Falências).
Nos procedimentos licitatórios promovidos pela Administração Pública Federal, as ME e EPP estarão dispensadas de apresentar balanço patrimonial do último exercício e só apresentarão prova de regularidade fiscal e trabalhista para efeito de contratação, e não como requisito de participação no certame. Também terão preferência, nos moldes estabelecidos no art. 45 do Estatuto, em caso de empate. 
Nas contratações de valor não excedente a R$ 80.000,00, a Administração Pública deverá realizar processo licitatório destinado exclusivamente à participação das ME e EPP.
Por fim, o Decreto nº 8.364/14 regulamenta o Fórum Permanente das Microempresas e Empresas de Pequeno Porte, cujo objetivo é divulgar e promover o fortalecimento das micro e pequenas empresas brasileiras.